# 香港編年史
《香港編年史》（HKChronicles）是一個伺服器架設於海外的香港正體中文資訊網站，在2019年7月16日反修例示威期間建站，主要記錄反修例示威爆發以來與示威相關人物、重大事件及商戶政見等資料，總編輯及管理人為陳妍茵。該網站公開了大量警員、法官、官員及建制派市民的敏感個人私隱資訊，包括手機號碼、具體地/住址與身份證號碼等。
2021年1月，香港警方以違反國安法為由，下令互聯網供應商於香港境內限制瀏覽該網站，成為香港有史以來第一次對互聯網實施限制的舉措。然而另一個稱為香港解密的立場相反網站，記錄大批民主派人士、示威者和記者的資料，至今卻仍然可以正常運作，令BBC質疑香港當局的做法有「雙重標準」。

## 背景
在香港反修例運動期間，大量警員、官員、親建制人士的個人私隱資料被人於網絡上公開，使之受到不同程度的滋擾——這種情況在香港稱為「起底」。香港律政司曾為此向法庭申請「臨時禁制令」，要求禁止針對司法人員的「起底」，當中律政司曾特別提及《香港編年史》的有關情況。

## 網站內容
《香港編年史》宣稱收集了來自像「老豆搵仔」般的數個Telegram「起底」頻道的資料，當中包括警員、官員、親建制人士、法官的個人資料。其亦轉載了其他反修例相關資訊，比如「『黃藍』商店名單」、警方涉濫權事件、警察車輛相關資訊。

## 封鎖事件
2021年1月7日晚上，《香港編年史》總編輯陳妍茵發出聲明，指6日起接獲大量香港使用者報告稱無法連接至該站，質疑多間互聯網服務供應商 (ISP)屈服於政府要求封鎖網站。警方稱其依一貫做法不對個別案件作評論，但又引用港區國安法回應，指警方可要求服務供應商對「構成危害國家安全罪行」的網站或信息進行禁制。根據《明報》報道，這是警方首次引用國安法第43條封鎖網站。對此，香港寬頻表示沒有封鎖使用者連接至該網，惟聲明中稱用戶報告有參與封鎖的互聯網服務供應商包括數碼通、中國移動香港、香港寬頻網絡以及電訊盈科。2021年1月14日，香港寬頻網絡回覆傳媒查詢時首次承認按港區國安法要求封鎖《香港編年史》。保安局局長李家超於1月20日在立法會被問到為何警方至今未有解釋時，只表示「警方已經向你們交代」。民主派資訊科技界選委黃浩華表示今次事件屬警方首次引用《國安法》「封網」，又認為李家超作為保安局局長有責任清楚解釋國安處「封網」的具體界線，否則只會引起香港社會驚恐。

## 反封鎖
2021年1月14日，《香港編年史》總編輯陳妍茵於Telegram頻道上發表公告，稱成功購得新備用網域予香港使用者繼續自由瀏覽，蘋果日報記者通過香港4家電訊商測試，當時成功登入。
與此同時，公告亦稱其查明香港ISP以域名投毒方式封鎖該站（此亦為中國大陸防火長城用以封鎖網絡的手段）。除以備用網域瀏覽或傳統的虛擬私人網路方式翻牆外，該公告建議使用者亦可將私人域名系統更改為Google或Cloudflare，或下載AdGuard、AdBlock等廣告封鎖軟件以突破封鎖。

## 外部連結
- 官方网站
- 香港編年史的Telegram